# Campagne de Bristoe
Batailles
Campagne de Bristoe
- 1er Auburn
- 2e Auburn
- Bristoe Station
- Buckland Mills
- Rappahannock Station

La campagne de Bristoe est une série de manœuvres militaires et de combats mineurs qui se déroulent en Virginie, sur le théâtre oriental de la guerre de Sécession entre octobre et novembre 1863. Le major-général nordiste George G. Meade, commandant l'armée du Potomac tente, sans succès, de défaire l'armée de Virginie du Nord, commandée par Robert Lee. Le mouvement tournant que lui opposent les Sudistes conduit Meade à se replier sur Centreville. Lee attaque Meade à Bristoe Station le 14 octobre, mais les pertes subies par deux de ses brigades l'obligent à se retirer. Meade le poursuit vers le sud, jusqu'à ce que les forces de l'Union buttent sur la tête de pont défensive des Confédérés le 7 novembre, à Rappahannock Station et repoussent ces derniers de l'autre côté de la rivière Rapidan. En dehors des combats d'infanterie, les cavaleries des deux armées s'affrontent à Auburn (une première fois le 13 octobre, une seconde fois le 14 octobre) et à Buckland Mills le 19 octobre.
Lee et ses généraux sont déçus des résultats de la campagne, qui ne leur a pas permis de défaire les forces de l'Union et n'a pas obligé les Nordistes à dégarnir le théâtre occidental pour y chercher du renfort.

## Le contexte

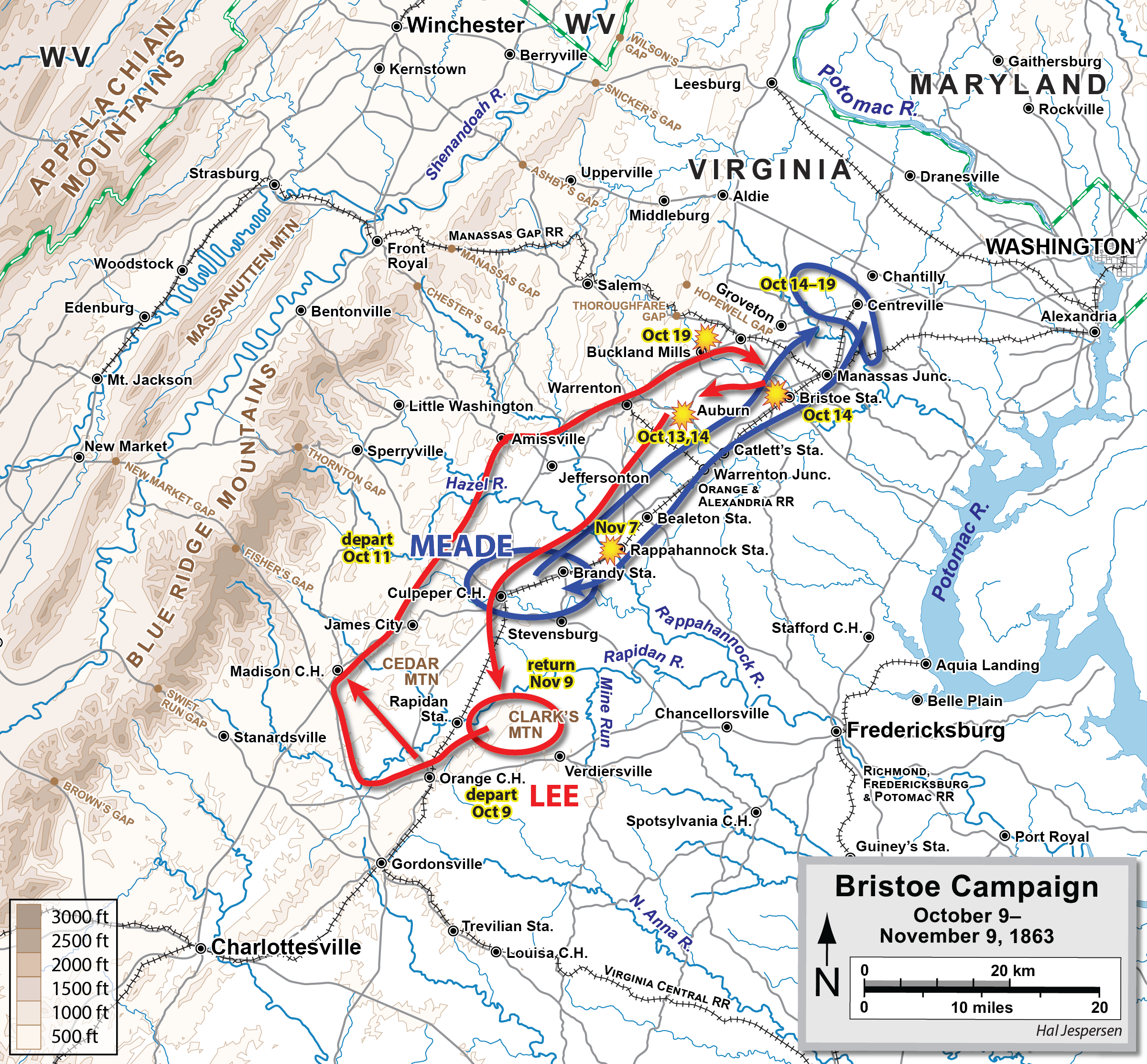
Carte des opérations de la campagne de Bristoe.
Confédérés
Union

### Le contexte géographique
Les opérations ont lieu sur le territoire de la Virginie, entre la chaîne montagneuse des Blue Ridge Mountains, à l'ouest et le fleuve Potomac, à l'est. Cette zone est d'orientation nord-est/sud-ouest et est coupée par plusieurs rivières qui coulent vers le Potomac.
Une ligne de chemin de fer, permettant de relier Washington, capitale nordiste, à Richmond, capitale sudiste, traverse cette zone.

### Le contexte militaire
À la suite de la bataille de Gettysburg, l'armée sudiste a repassé le Potomac, s'est repliée vers le sud et s'est établie sur la rive droite de la rivière Rapidan pour se réorganiser. Les forces nordistes ont suivi ce mouvement mais, hors de nombreuses escarmouches, n'ont pas cherché une nouvelle confrontation. Elles doivent, elles-aussi, se réorganiser.
Le général Meade, commandant l'armée du Potomac, critiqué pour son manque apparent de combativité, va préparer une nouvelle offensive contre l'armée sudiste. Ce sera la campagne de Bristoe. Il est encouragé à passer à l'action lorsqu'il apprend que, début septembre, deux divisions rebelles appartenant Corps d'armée du lieutenant-général James Longstreet ont été détachés de l'armée de Virginie du Nord pour rejoindre les forces qui combattent, sur le théâtre occidental, dans la vallée du Tennessee.
Il fait avancer ses troupes jusqu'à la rivière Rappahannock et, le 3 septembre, lance ses colonnes le long de la Rapidan à la rencontre de Lee. Après la bataille de Culpeper Court House, les bleus occupent Culpeper. Meade pense utiliser sa supériorité numérique pour opérer un vaste mouvement tournant comme celui imaginé par Hooker, au printemps précédent, à Chancellorsville. Mais le 24 septembre, son effectif est amputé des XIe et XIIe Corps qui rejoignent eux aussi le Tennessee et Chattanooga.
Bien que l'armée sudiste ait perdu un tiers de ses effectifs, Robert Lee ne pense qu'à reprendre l'offensive. Début octobre, apprenant le départ des deux Corps de l'Union, il envoie ses forces contourner Cedar Mountain pour attaquer le flanc droit de Meade. Ce dernier, bien que disposant de forces supérieures en nombre, ne souhaite pas livrer combat sur un emplacement qu'il n'a pas choisi et préfère replier l'Armée du Potomac le long de la ligne de chemin de fer du Orange and Alexandria Railroad. C'est pendant ce repli qu'auront lieu la première bataille d'Auburn (13 octobre), la seconde bataille d'Auburn (14 octobre) et la bataille de Bristoe Station (14 octobre 1863 également).
Les Nordistes reculeront ainsi de près de 70 kilomètres. Puis, essentiellement pour des problèmes logistiques, Lee devra à son tour reculer, poursuivi par les forces de Meade. C'est pendant le repli sudiste qu'auront lieu la bataille de Buckland Mills (19 octobre) et la seconde bataille de Rappahannock Station (7 novembre).
La fin de la campagne verra les deux armées retrouver quasiment leurs positions de départ.

## Les forces en présence

### Forces nordistes
Il s'agit de l'armée du Potomac, celle qui a combattu à Gettysburg. Elle se compose de cinq corps d'armée : Ier, IIe (major général Gouverneur K. Warren), IIIe, Ve et VIe. Au début de la campagne, elle comprend aussi les XIe et XIIe corps, mais ceux-ci seront envoyés renforcer l'armée du Tennessee et ne joueront aucun rôle dans la campagne.
Au total, l'armée nordiste aligne environ 76 000 hommes.

### Forces sudistes
Il s'agit de l'armée de Virginie du Nord, celle qui a combattu à Gettysburg. Elle comprend deux corps d'armée, ceux des lieutenants généraux Richard S. Ewell et A. P. Hill. Chacun aligne 15 brigades d'infanterie, en 3 divisions, et dispose de 5 bataillons d'artillerie.
L'armée dispose aussi d'un corps de cavalerie, sous les ordres de J. E. B. Stuart, 5 brigades en 2 divisions et avec 1 bataillon d'artillerie.
Au total, elle aligne 55 221 hommes.

## Le déroulement de la campagne

### Premièreetseconde bataille d'Auburn(13-14 octobre)
Le 13 octobre, le major-général J.E.B. Stuart, engagé dans un de ses célèbres raids de cavalerie à la recherche de fourgons ennemis à capturer, entre par mégarde en contact avec l'arrière-garde du IIIe Corps d'armée de l'Union à proximité de Warrenton. Le corps du lieutenant-général Richard S. Ewell est dépêché à la rescousse, mais Stuart et ses hommes se cachent dans un ravin boisé en attendant que les Nordistes fassent mouvement, et l'assistance qui lui a été envoyée s'avère superflue.
Pendant que les troupes de l'Union se retire vers Manassas Junction, Meade est particulièrement attentif à protéger son flanc ouest du genre d'opération dont les forces de Pope et celles Hooker avaient été précédemment victimes dans la même région.
Le 14 octobre, à proximité d'Auburn, les brigades appartenant au IIe Corps commandé par le major-général Gouverneur K. Warren livrent un combat d'arrière-garde contre la cavalerie de Stuart et la division d'infanterie du brigadier-général Harry Hays. Les cavaliers de Stuart échappent de peu aux hommes de Warren et au désastre. Le IIe Corps pousse jusqu'à Catlett Station sur la ligne du Orange & Alexandria Railroad.

### Bataille de Bristoe Station(14 octobre)
Le corps confédéré du lieutenant-général A.P. Hill, découvrant par hasard deux corps de l'armée de l'Union en retraite à Bristoe Station, les attaque sans avoir procédé à une reconnaissance. Le 14 octobre, des soldats du IIe Corps de l'Union, retranchés derrière le talus du chemin de fer de la ligne Orange & Alexandria Railroad déciment deux brigades de la division du major-général Henry Heth et capturent une batterie d'artillerie. Hill renforce sa ligne mais ne parvient pas à prendre l'avantage sur des défenseurs extrêmement déterminés. Après cette victoire, Meade continue sans encombre sa retraite vers Centreville et l'offensive de Lee à Bristoe prend fin prématurément, Meade s'étant solidement retranché et Lee ayant épuisé ses provisions. Après quelques escarmouches à proximité de Manassas et de Centreville, les Confédérés se retirent lentement sur la Rappahannock, détruisant la ligne du Orange & Alexandria Railroad dans leur retraite. Le général-en-chef Henry W. Halleck insiste pour que Meade se lance à la poursuite de Lee, mais la remise en service de la ligne de chemin de fer, après le sabotage confédéré, prendra un mois complet.

### Bataille de Buckland Mills(Buckland Races) (19 octobre)
Après la défaite subie à Bristoe Station et une avance avortée sur Centreville, la cavalerie de Stuart fait écran pendant que l'armée de Lee se retire des alentours de Manassas Junction. La cavalerie de l'Union sous le brigadier-général Judson Kilpatrick poursuit celle de Stuart le long de la route de Warrenton (Warrenton Turnpike), mais ils tombent dans une embuscade à proximité de Chestnut Hill et sont mis en déroute. Les troupes fédérales sont dispersées et chassées sur 8 km dans un épisode resté dans l'histoire sous le nom de « Buckland Races » (les courses de Buckland).

### Seconde bataille de Rappahannock Station(7 novembre)
Lee regagne ses anciens cantonnement derrière la Rappahannock, mais il laisse une tête de pont fortifiée sur la rive nord, pour surveiller la route qui passe par Kelly's Ford. Le 7 novembre, Meade se force un passage sur la Rappahannock en deux endroits. À la tombée de la nuit, une attaque surprise, menée par le VIe Corps du major-général John Sedgwick, permet aux Nordistes de se rendre maîtres de la tête de pont à Rappahannock Station et d'y faire prisonniers plus de 1 600 soldats confédérés composant deux brigades rattachées à la division du major-général Jubal A. Early. Les combats de Kelly's Ford sont moins âpres, mais les Confédérés reculent, permettant aux soldats de l'Union de traverser en masse.

## Les conséquences
Bien que cette campagne n'ait eu aucun résultat significatif sur le déroulement du conflit, elle illustre le génie militaire de Robert Lee qui, avec une armée bien inférieure en nombre, réussit à prendre l'initiative, à faire reculer son adversaire de 70 kilomètres, et détruire la ligne de chemin de fer sur laquelle s'appuyait la ligne de ravitaillement nordiste qu'il faudra un mois à remettre en état.
Les dernières opérations de cette année 1863 auront lieu autour de Mine Run, avant que les deux armées ne prennent leurs quartiers d'hiver.

## Sources
- (en) Cet article est partiellement ou en totalité issu de l’article de Wikipédia en anglais intitulé « Bristoe Campaign » (voir la liste des auteurs).
- (en) James McPherson, The atlas of the civil war, Courage Books, 2005,  (ISBN 978-0-7624-2356-9), pages 138-139.
- (en) Edwin C. Fishel, The secret war for the Union, Mariner Books, 1996,  (ISBN 0-395-90136-7), pages 542-543.
- (en) Mark M. Boatner III, The Civil War Dictionary, Vintage Books, 1959, réédition 1987,  (ISBN 0-679-73392-2), pages 87–88.
- (en) David G. Eicher, The longest night, a military history of the Civil War, Simon & Schuster, 2001,  (ISBN 0-684-84944-5), pages 596-598.
- (en) Shelby Foote, The Civil War, a narrative, tome 2, Vintage Books, 1963,  (ISBN 0-394-74621-X), pages 792-794.
- (en) Michael A. Palmer, Lee Moves North: Robert E. Lee on the Offensive. Chapitre 3. 1998, Wiley,  (ISBN 978-0471164012).